# Partido Polaco
El Partido Polaco (en alemán: Polnische Partei) fue un partido político en el Imperio alemán y la Ciudad libre de Danzig. Representaba a la población polaca en Alemania y era el mayor partido destinado a minorías étnicas.

## Historia
El partido tuvo su origen en las asociaciones nacionales que se establecieron durante la revolución de 1848, pero se estableció formalmente cuando el primer Reichstag fue elegido en 1871. Ganó 13 escaños en las elecciones, el número más bajo de escaños que ocupó en el Reichstag hasta la Primera Guerra Mundial. Su mejor desempeño fue en las elecciones de 1907, cuando ganó 20 escaños. Su líder más importante, entre 1889 y 1918, fue Ferdynand Radziwiłł.
Después de la guerra y la pérdida por parte de Alemania del territorio de mayoría polaca a manos de la recién establecida Polonia, el partido dejó de existir. No obstante, continuó en activo en la Ciudad libre de Danzig hasta la caída definitiva de esta ante la Alemania nazi en 1939, contando con representación en el Volkstag (parlamento local) hasta entonces.

## Ideología
El partido se opuso a las políticas de germanización y secularización del gobierno, buscando proteger los derechos de los polacos que vivían en Alemania. Por lo general, se alió con el Partido de Centro y otros partidos de minorías.